# Maxime Bouttier
Maxime Andre Selam Bouttier, né le 22 avril 1993 à Poitiers, est un acteur et mannequin franco-indonésien.

## Biographie

### Vie personnelle
Né le 22 avril 1993 à Poitiers, en France, il est l’aîné d’une mère indonésienne et d’un père français qui travaille comme chef cuisinier.
Maxime est en couple avec Luna Maya depuis 2023. Ils se marient officiellement le 7 mai 2025 à Bali.

### Carrière
Il commence sa carrière dans le monde du divertissement en tant que mannequin dans une agence à Bali. En 2022, il partage l'affiche avec Lucas Bravo et Billie Lourd dans le film Ticket to Paradise.

## Filmographie

### Cinéma

#### Longs métrages
- 2022 : Ticket to Paradise d'Ol Parker : Gede May